# Big Black (dopływ Missisipi)
Big Black (ang. Big Black River) – rzeka w Stanach Zjednoczonych, w stanie Missisipi, dopływ rzeki Missisipi. Długość rzeki wynosi około 530 km.
Źródła rzeki znajdują się na terenie hrabstwa Webster. Rzeka płynie w kierunku południowo-zachodnim. Do Missisipi uchodzi około 50 km na południowy zachód od Vicksburga.